# Jack Butler
No confundir con el escritor estadounidense Jack Butler (autor)
Jack Butler (4 de mayo de 1901-10 de mayo de 1986) era el último hablante nativo de la lengua australiana jiwarli. Como último hablante, fue la principal fuente de información sobre la lengua. Hijo de un pastor de ovejas blanco, Dick Butler, y una aborigen australiana, Silver, fue criado por su madre y su padrastro, Jinapuka, también aborigen, en Ullawarra Station y Glen Florrie Station, en Australia.
En Glen Florrie Station, en el campo de aborígenes, aprendió las lenguas y costumbres de estos cuidando de los más ancianos. Su lengua favorita era el jiwarli, que aprendió de Wangki o 'Stumpy', como era conocido por los blancos. También aprendió a hablar jurruru y thalanyji. Pasó gran parte de su vida adulta en Mount Stuart Station, donde entró en contacto con la forma de vida occidental. Se casó con Molly Ashburton en 1927 y tuvo cuatro hijos con ella. Se retiró a Onslow en los años 1970 y murió en Carnarvon el 10 de mayo de 1986.